# Der Mann im Nebel (1920)
Der Mann im Nebel ist ein Kriminalfilm von 1920 der Filmreihe Phantomas.

## Handlung
Der Schwiegersohn hat Goldschmiedemeister getötet.

## Hintergrund
Die Produktionsfirma war die Greenbaum-Film GmbH Berlin. Der Film hatte eine Länge von vier Akten auf 1280 bzw. 1269 Metern, dies entspricht ca. 62 Minuten. Die Polizei Berlin belegte ihn mit einem Jugendverbot (Nr. 43803), ebenso wie die Reichsfilmzensur am 13. Mai 1921 (Nr. 1934). Die Uraufführung war am 9. April 1920 in den Kant-Lichtspielen Berlin. Der Film ist ein Crossover der beiden Filmreihen Phantomas und Harry Higgs.